# Andrena plumiscopa
Andrena plumiscopa är en biart som beskrevs av Timberlake 1951. Andrena plumiscopa ingår i släktet sandbin, och familjen grävbin. Inga underarter finns listade i Catalogue of Life.